# Кревинги

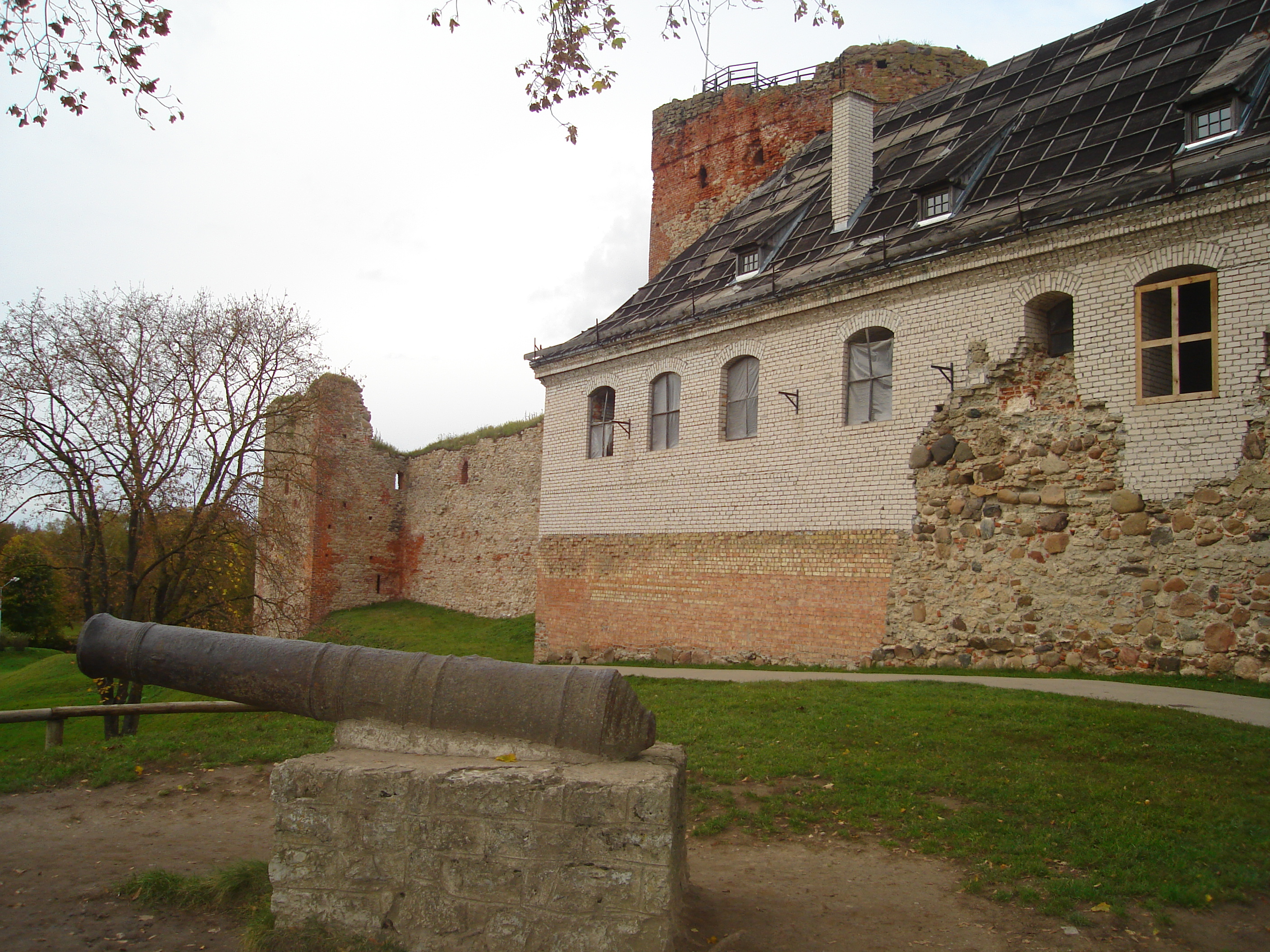
Бауский замок, для строительства которого были пригнаны кревинги (водь)

Кревинги, также Кревины (буквально обрусевшие от латыш. kreews (в старой орфографии) или соврем. krìevs — русский) — почти исчезнувшее (ассимилированное латышами) финно-угорское племя, населявшее с сер. XV до конца XIX века Бауский уезд Курляндской губернии, в окрестностях деревни Мемельгоф.

## История и этногенез
Праотцы кревингов в XVIII столетии были, согласно местному преданию, куплены на острове Эзель владельцем Мемельгофа и им сюда переселены взамен погибших от чумы крестьян.
Согласно исторически подтверждённой версии, в 1444—1447 годах ливонские рыцари угнали значительную группу води под Бауск (современная Латвия), где потомки переселенцев сохранялись как отдельная этническая группа под названием кревинги до середины XIX века. В российской Прибалтике XIX века кревингов часто ошибочно причисляли к ливам. Там в 1456 году они использовались как рабочая сила для постройки замка для защиты от нападений Литвы.
В 1846 г. известный лингвист А. Шёгрен обнаружил к югу от г. Митава около десятка кревингов, сохранявших ещё смутное воспоминание о языке своих предков. Постепенная ассимиляция води славянским (мигрировавшим в ареал её расселения с юга), начавшаяся задолго до переселения их в Курляндию, наложила свой отпечаток на язык и культуру переселенцев, хотя родным языком кревингов был так называемый кревинский диалект водского языка, ныне вымерший. Название кревинги или кревини (Krewinni), то есть «русаки», объясняется тем, что эстов, как давних русских подданных, в старину часто приобщали к русским. К началу XX века кревинги почти слились с латышами, но отличаются от них особенностями костюма.
В начале XIX-го столетия кревинги, в числе около 1500 душ, жили в имениях Ханс-Мемельгоф, Ней-Раден, Круссен и Виттвенго. Лингвист Фердинанд Видеманн считал кревингов финнами.